# Neopostega petila
Neopostega petila là một loài bướm đêm thuộc họ Opostegidae. Nó là loài duy nhất được tìm thấy ở
a lowland rainforest ở đông bắc Costa Rica.
Chiều dài cánh trước là 2.3-2.6 mm. Adults are mostly white. Con trưởng thành có thể bay quanh năm và have been collected vào tháng 2, tháng 4, tháng 7 và tháng 10.